# Christoph Waltz
Christoph Waltz (* 4. října 1956 Vídeň) je rakouský herec, za své role ve filmech Hanebný pancharti (2009) a Nespoutaný Django (2012) získal v letech 2010 a 2013 Oscara za nejlepší mužský herecký výkon ve vedlejší roli.

## Život a kariéra
Narodil se ve Vídni v Rakousku. Jeho rodiče Johannes Waltz a Elisabeth Urbancic byli designéři. Jeho prarodiče byli herci a jeho praprarodiče také pracovali v divadle. Vystudoval herectví na Max Reinhardt Seminar ve Vídni a na Lee Strasberg Theatre and Film Institute v New Yorku. Svoji kariéru odstartoval jako divadelní herec a hrál v takových divadlech jako v Curyšském Schauspielhaus Zürich, Vídeňském Burgtheateru nebo na Salcburském festivalu.
Poté se stal hojně obsazovaným v televizních produkcích a v roce 2000 režíroval svůj první televizní film Wenn man sich traut. Ve válečném filmu Quentina Tarantina Hanebný pancharti ztvárnil roli krutého a inteligentního důstojníka SS Hanse Landy, kterého nazývali "Lovcem Židů". Za tuto roli obdržel cenu za Nejlepšího herce na Filmovém festivalu v Cannes v roce 2009 a Oscara za Nejlepší mužský herecký výkon ve vedlejší roli. Jeho filmová role byla kladně přijata kritiky i členy poroty. Získal Oscara jako teprve druhý Rakušan (prvního Oscara získal herec Maximilian Schell v roce 1961 za roli obhájce nacistických zločinců ve filmu Norimberský proces). Za roli nacisty získal Waltz v pořadí také druhého Oscara. Před ním jej získala v roce 2009 Kate Winsletová za roli nacistky ve filmu Předčítač.[zdroj?] Waltz je také prvním hercem, který byl oceněn za roli ve filmu Quentina Tarantina.
Za svou další roli v Tarantinově filmu Nespoutaný Django získal opět Oscara za nejlepší mužský výkon ve vedlejší roli v roce 2013. V roce 2014 si zahrál roli Waltera Keaneho ve filmu Tima Burtona s názvem Big Eyes. V roce 2015 si zahrál roli Ernsta Stavro Blofelda ve filmu Spectre, dvacátém čtvrtém filmu o Jamesi Bondovi. V září 2021 měl premiéru film Není čas zemřít, ve kterém si roli zopakoval.
V roce 2015 zrežíroval a zahrál si ve filmu Georgetown, který je inspirován skutečným příběhem o vraždě Violy Drath. O rok později se objevil v roli zloducha ve filmu Legenda o Tarzanovi. V roce 2017 si zahrál ve dvou snímcích Tulipánová horečka a Zmenšování. V roce 2019 si zahrál v akčním fantasy filmu Alita: Bojový Anděl.

## Osobní život
Mluví plynně německy, francouzsky a anglicky. Je rozvedený a má 4 děti. Nyní[kdy?] žije v Londýně. Jeden z jeho synů se stal rabínem v Izraeli. Christoph Waltz v rozhovoru v roce 2021 řekl, že podporuje opatření proti covidu-19 a že ho rozčilují hvězdy, které si na ochranná opatření stěžují.

## Filmografie

### Film
| Rok  | Název                                                  | Role                        | Poznámka |
| ---- | ------------------------------------------------------ | --------------------------- | --- |
| 1979 | Válečný kříž                                           | zdravotník                  | neuveden v titulcích |
| 1981 | Kopfstand                                              | Markus                      | |
| 1982 | Feuer und Schwert – Die Legende von Tristan und Isolde | Tristan                     | |
| 1986 | Wahnfried – Richard & Cosima                           | Friedrich Nietzsche         | |
| 1995 | Kateřina Veliká                                        | Mirovich                    | |
| 2000 | Orient Expres                                          | Ossama/Tarik                | |
| 2000 | Rafinovaný zloděj                                      | Peter                       | |
| 2001 | Královský posel                                        | Ali Ben Samm                | |
| 2001 | Tajemná královna                                       | Michael Vincey              | |
| 2003 | Der alte Affe Angst                                    | psychoanalytik              | |
| 2003 | Schussangst                                            | Johannsen                   | |
| 2003 | Pan Lehmann                                            | doktor                      | |
| 2004 | Dorian                                                 | Rolf Steiner                | |
| 2006 | Oko medvěda                                            | Czerny                      | |
| 2009 | Hanebný pancharti                                      | Standartenführer Hans Landa | Oscar v kategorii nejlepší herec ve vedlejší roli Cena BAFTA v kategorii nejlepší herec ve vedlejší roli Empire Award v kategorii nejlepší herec Zlatý glóbus v kategorii nejlepší herec ve vedlejší roli Satellite Award v kategorii nejlepší herec ve vedlejší roli Screen Actors Guild Award v kategorii nejlepší obsazení Screen Actors Guild Award v kategorii nejlepší herec ve vedlejší roli nominace – Filmová cena MTV v kategorii nejlepší zloduch nominace – Cena Saturn v kategorii nejlepší herec ve vedlejší roli |
| 2010 | Zelený sršeň                                           | Chudnofsky                  | nominace – Filmová cena MTV v kategorii nejlepší padouch |
| 2011 | Bůh masakru                                            | Alan Cowan                  | nominace – Satellite Award v kategorii nejlepší herec ve vedlejší roli |
| 2011 | Voda pro slony                                         | August Rosenbluth           | |
| 2011 | Tři mušketýři                                          | Kardinál Richelieu          | |
| 2012 | Nespoutaný Django                                      | Dr. King Schultz            | Oscar v kategorii nejlepší herec ve vedlejší roli Cena BAFTA v kategorii nejlepší herec ve vedlejší roli Zlatý glóbus v kategorii nejlepší herec ve vedlejší roli nominace – Empire Award v kategorii nejlepší herec nominace – Cena Saturn v kategorii nejlepší herec ve vedlejší roli |
| 2013 | Království lesních strážců                             | Mandrake (hlas)             | |
| 2013 | The Zero Theorem                                       | Qohen Leth                  | také producent |
| 2013 | Djesus Uncrossed                                       | Dr. King Schultz            | |
| 2014 | Big Eyes                                               | Walter Keane                | nominace – Zlatý glóbus v kategorii nejlepší herec v muzikálu nebo komedii |
| 2014 | A zase ti Mupeti!                                      | Sám sebe                    | cameo |
| 2014 | Šéfové na zabití 2                                     | Burt Hanson                 | |
| 2015 | Spectre                                                | Ernst Stavro Blofeld        | |
| 2016 | Legenda o Tarzanovi                                    | Léon Rom                    | |
| 2017 | Zmenšování                                             | Dusan Mirkovic              | |
| 2017 | Tulipánová horečka                                     | Cornelis Sandvoort          | |
| 2019 | Georgetown                                             | Ulrich Mott                 | také režisér |
| 2019 | Alita: Bojový Anděl                                    | Dr. Dyson Ido               | |
| 2020 | Francouzská depeše Liberty, Kansas Evening Sun         | Boris Schommers             | |
| 2020 | Festival pana Rifkina                                  | bude oznámeno               | |
| 2021 | Pinocchio                                              | liška a kočka (dabing)      | |
| 2021 | Není čas zemřít                                        | Ernst Stavro Blofeld        | |
| 2022 | Lovec hlav                                             | Max                         | |
| 2023 | The Portable Door                                      | Humphrey Wells              | |

### Televize
| Rok  | Název                                               | Role                      | Poznámky                              |
| ---- | --------------------------------------------------- | ------------------------- | ------------------------------------- |
| 1977 | Am dam des                                          | zpěvák                    |                                       |
| 1977 | Der Einstand                                        | Gunther Vesley            | TV film                               |
| 1979 | Feuer!                                              | Karl Albrecht Schlick     | TV film                               |
| 1979 | Parole Chicago                                      | Eduard "Ede" Bredo        | 13 dílů                               |
| 1982 | Tajemný cizinec                                     | Ernst Wasserman           | TV film                               |
| 1982 | Dr. Margarete Johnsohn                              | Rainer                    | TV film                               |
| 1983 | Der Sandmann                                        | Nathanael                 | TV film                               |
| 1985 | Případ pro dva                                      | Alf                       | díl: „Blutsbande“                     |
| 1986 | The Old Fox                                         | Hans Baumeister           | díl: „Zwei Leben“                     |
| 1986 | Derrick                                             | Eberhard Bothe            | díl: „Schonzeit für Mörder“           |
| 1986 | Lenz oder die Freiheit                              | Franz Sigel               | mini-série                            |
| 1987 | Místo činu                                          | Inspektor Passini         | díl: „Wunschlos tot“                  |
| 1987 | Das andere Leben                                    | Stefan                    | TV film                               |
| 1988 | The Alien Years                                     | Stefan Mueller            | TV film                               |
| 1988 | Derrick                                             | Schumann                  | díl: „Mord inklusive“                 |
| 1989 | Goldeneye                                           | německý špion             | TV film                               |
| 1990 | The Gravy Train                                     | Dr. Hans-Joachim Dorfmann | 4 díly                                |
| 1990 | The Old Fox                                         | Christian Kamp            | díl: „So gut wie tot“                 |
| 1991 | The Gravy Train Goes East                           | Dr. Hans-Joachim Dorfmann | 4 díly                                |
| 1992 | 5 Zimmer, Küche, Bad                                | Hartwig Klemmnitz         | TV film                               |
| 1992 | Die Angst wird bleiben                              | Manfred                   | TV film                               |
| 1993 | Král posledních dnů                                 | John of Leiden            | TV film                               |
| 1994 | Tag der Abrechnung – Der Amokläufer von Euskirchen  | Erwin Mikolajczyk         | TV film                               |
| 1994 | Bible – Starý zákon: Jákob                          | Morash                    | TV film                               |
| 1994 | Die Staatsanwältin                                  | Andreas Doepke            | TV film                               |
| 1995 | The All New Alexei Sayle Show                       | Weak Moustache            | díl 2.3                               |
| 1995 | Prinz zu entsorgen                                  | Roman                     | TV film                               |
| 1995 | Man(n) sucht Frau                                   | Christoph                 | TV film                               |
| 1995 | Kateřina Veliká                                     | Mirovich                  | TV film                               |
| 1996 | Turista                                             | Stephan Görner            | TV film                               |
| 1996 | Du bist nicht allein – Die Roy Black Story          | Roy Black                 | TV film                               |
| 1996 | Komisařka: Rosa Roth                                | Wietze                    | díl: „Cesta nikam“                    |
| 1996 | Komisař Rex                                         | Martin Wolf               | díl: „Der Puppenmörder“               |
| 1997 | Maître Da Costa                                     | Walter Mueller            | 2 díly                                |
| 1997 | Faust                                               | Gerhardt Schulze-Leitner  | díl: „Villa Palermo“                  |
| 1997 | Schimanski                                          | Klaus Mandel              | díl: „Pokrevní bratři“                |
| 1998 | Vickys Alptraum                                     | Johnny                    | TV film                               |
| 1998 | Schock – Eine Frau in Angst                         | komisař Kaul              | TV film                               |
| 1998 | Das Finale                                          | Kant                      | TV film                               |
| 1998 | Rache für mein totes Kind                           | Paul                      | TV film                               |
| 1998 | Mörderisches Erbe – Tausch mit einer Toten          | Moritz Fink               | TV film                               |
| 1999 | Dessine-moi un jouet                                | Klaus Hermann             | TV film                               |
| 2000 | S ďáblem v duši                                     | Herbert Fink              | TV film                               |
| 2001 | Engel sucht Flügel                                  | Caspari                   | TV film                               |
| 2001 | Riekes Liebe                                        | trenér Karlhoff           | TV film                               |
| 2001 | Tanec s ďáblem: Únos Richarda Oetkera               | Dieter Cilov              | TV film                               |
| 2002 | To byla ale noc!                                    | Klaus-Dieter Lehmann      | TV film                               |
| 2002 | Weihnachtsmann gesucht                              | Johannes Böhmke           | TV film                               |
| 2003 | Hon na žháře                                        | Brisky                    | TV film                               |
| 2003 | Der Fall Gehring                                    | Martin Bach               | TV film                               |
| 2003 | Zwei Tage Hoffnung - Der Aufstand vom 17. Juni 1953 | Michael Berg              | TV film                               |
| 2003 | Jennerwein                                          | Pföderl                   | TV film                               |
| 2003 | Tygří oko lépe vidí                                 | Dr. Thilo Rylow           | TV film                               |
| 2004 | Scheidungsopfer Mann                                | Benedikt von Arn          | TV film                               |
| 2004 | Pražské padělky                                     | Richard Benedek           | TV film                               |
| 2004 | Schöne Witwen küssen besser                         | Jean-France               | TV film                               |
| 2005 | Die Patriarchin                                     | Wolf Sevening             | 3 díly                                |
| 2005 | Der Elefant: Mord verjährt nie                      | Richard Seemann           | díl: „Verlorene Jahre“                |
| 2006 | Specialisti: Kriminální policie Rýn - Mohan         | Andreas Senner            | díl: „Schuld und Sühne“               |
| 2006 | Volejte policii 110                                 | Dr. Juris Gríns           | díl: „Die Lettin und ihr Lover“       |
| 2006 | Stolberg                                            | Paul Büttner              | díl: „Kreuzbube“                      |
| 2006 | Místo činu                                          | Prof. Robert Henze        | díl: „Schlaflos in Weimar“            |
| 2006 | Franziskas Gespür für Männer                        | Karl Löwen                | TV film                               |
| 2007 | Der Staatsanwalt                                    | Dr. Claudius Tressen      | díl: „Glückskinder“                   |
| 2007 | Poslední svědek                                     | Dr. Martin York           | díl: „Martinspassion“                 |
| 2007 | V podezření                                         | Thomas Sell               | díl: „Hase and Igel“                  |
| 2007 | Scénář lásky                                        | Frank "Büffel" Arbogast   | TV film                               |
| 2007 | Die Verzauberung                                    | Dr. Helmut Bahr           | TV film                               |
| 2008 | Das Geheimnis im Wald                               | Hans Kortmann             | TV film                               |
| 2008 | Todsünde                                            | Sebastian Flies           | TV film                               |
| 2008 | Das jüngste Gericht                                 | Peters                    | TV film                               |
| 2008 | Die Anwälte                                         | Herbert Jahn              | díl: „Leben und Tod“                  |
| 2008 | Místo činu                                          | Gerd Weißenbach           | díl: „Zakázaná vášeň“                 |
| 2013 | Saturday Night Live                                 | Sám sebe                  | díl: „Christoph Waltz/Alabama Shakes“ |
| 2020 | Most Dangerous Game                                 | Miles Sellers             | mini-série                            |